# 西達莫歌百靈
西達莫歌百靈（學名：Heteromirafra sidamoensis）是埃塞俄比亞特有的一種百靈鳥。
西達莫歌百靈棲息在乾旱大草原及亞熱帶或熱帶的乾旱低地草原。它們受到失去棲息地的威脅，其數量大幅下降。國際自然保護聯盟於2000年時將它們列為易危，但分別於2007年及2009年將其提升到瀕危及極危狀況。